# يوتارو ياناغي
يوتارو ياناغي (باليابانية: 柳 雄太郎) (مواليد 18 سبتمبر 1995) هو لاعب كرة قدم ياباني.

## وصلات خارجية
- يوتارو ياناغي على موقع رابطة كرة القدم اليابانية للمحترفين (اليابانية)
- يوتارو ياناغي على موقع قاعدة بيانات كرة القدم.إي يو (الإنجليزية)
- يوتارو ياناغي على موقع Soccerway.com (الإنجليزية)
- يوتارو ياناغي على موقع عالم كرة القدم.نت (الإنجليزية)